# شينيا أداتشي
شينيا أداتشي هو سياسي ياباني، ولد في 5 يونيو 1957 في أويتا في اليابان. حزبياً، نشط في الحزب الديمقراطي الياباني. وقد انتخب عضو مجلس المستشارين عن دائرة Ōita at-large district ‏ وقد انضم خلال فترته النيابية  للكتلة البرلمانية الحزب الديمقراطي.

## وصلات خارجية
- الموقع الرسمي